# Bavia capistrata
Bavia capistrata es una especie de araña del género Bavia, de la familia de las arañas saltarinas. Fue descrita científicamente por C. L. Koch en 1846.
Se distribuye por Malasia, China y Singapur. La especie se mantiene activa durante los meses de marzo, agosto, octubre y noviembre.